# Emmanuel Koné
Emmanuel Koné (n. 31 decembrie 1986, Abongoua, Lagunes District⁠(d), Coasta de Fildeș) este un fotbalist ivorian care evoluează la echipa Apollon Smyrni pe postul de mijlocaș. De asemenea este și component al echipei naționale de fotbal a Coastei de Fildeș.

## Carieră
A debutat pentru CFR Cluj în Liga I pe 29 august 2008 într-un meci terminat la egalitate împotriva echipei Politehnica Iași.

## Performanțe internaționale
A jucat pentru CFR Cluj în grupele UEFA Champions League 2008-09, contabilizând 4 meciuri în această competiție.

## Titluri
| Sezon   | Club          | Titlu         |
| ------- | ------------- | ------------- |
| 2007-08 | CFR 1907 Cluj | Cupa României |
| 2008-09 | CFR 1907 Cluj | Cupa României |